# Nguyễn Phong Sắc
Nguyễn Phong Sắc (1902-1931) là một chí sĩ cách mạng Việt Nam. Ông là một trong những thành viên đầu tiên của Chi bộ Cộng sản Bắc Kỳ và một trong những Ủy viên Ban chấp hành Trung ương đầu tiên của Đảng Cộng sản Việt Nam.

## Thân thế
Nguyên tên khai sinh của ông là Nguyễn Đình Sắc, sinh ngày 1 tháng 2 năm 1902 ở làng Bạch Mai, Hà Nội. Cha ông là ông Nguyễn Đình Phúc, một người đã tham gia phong trào Đông Kinh nghĩa thục và là một trong những người trực tiếp thực hiện vụ đầu độc nổi tiếng: dùng cà độc dược đầu độc binh lính Pháp trong thành Hà Nội ngày 27 tháng 6 năm 1908. Sau đó ông Nguyễn Đình Phúc bị phát hiện, bị bắt và đi đày Côn Đảo 5 năm.
Thuở còn nhỏ, Nguyễn Phong Sắc học Trường Bưởi và tốt nghiệp thủ khoa kỳ thi thành chung năm 1924. Tuy vậy, ông từ chối du học Pháp theo quyết định của chính quyền thuộc địa Pháp và xin vào làm việc ở Sở Tài chính Đông Dương.

## Sự nghiệp cách mạng
Chịu ảnh hưởng chí hướng yêu nước của cha, ông gia nhập Việt Nam Thanh niên cách mạng đồng chí hội vào đầu năm 1927. Bất bình trước việc một người Pháp lăng mạ một nữ nhân viên Việt Nam, Sau đó, ông bỏ việc ở Sở Tài chính với mức lương 100 đồng Đông Dương, mức thu nhập đủ nuôi cả gia đình ăn no mặc ấm thời bấy giờ, dốc hết tinh lực vào hoạt động cách mạng chống lại quyền thống trị của thực dân Pháp.
Bắt đầu cuộc đời cách mạng, Nguyễn Phong Sắc đi nhiều nơi: xuống Hồng Gai, lên Lạng Sơn, xuống Ninh Bình, sang Lào... xây dựng phong trào. Nhà của ông ở làng Bạch Mai, nay là số nhà 152, Bạch Mai, Hà Nội trở thành nơi hội họp, tài sản gia đình được bán dần để chi phí cho in ấn tài liệu, nuôi cán bộ. Ngày 7 tháng 3 năm 1929, ông cùng các đồng chí của mình là Ngô Gia Tự, Nguyễn Đức Cảnh và 5 người khác trở thành một trong những người đầu tiên thành lập tổ chức Đảng ở trong nước. Ông đã bỏ tiền ra mua bàn ghế, giường tủ trang bị cho số nhà 5D Hàm Long, trụ sở của chi bộ.
Ngày 21 tháng 7 năm 1929, Hội nghị Ban Chấp hành lâm thời Đông Dương Cộng sản Đảng họp tại Bắc Ninh đã phân công Nguyễn Phong Sắc vào phụ trách khu vực Trung kỳ. Sau một thời gian ngắn, Nguyễn Phong Sắc đã tổ chức được lực lượng và cho ra đời chi bộ cộng sản đầu tiên ở thành phố Vinh, Nghệ An. Ngày 1 tháng 5 năm 1930, công nhân Nhà máy Diêm Bến Thủy đã nổi dậy; đến tháng 6 năm 1930, đình công lần thứ hai. Tháng 9 năm 1930, phong trào cách mạng lan rộng sang Hà Tĩnh, hàng loạt cuộc biểu tình liên tục nổ ra và lan rộng thành một cao trào. Đến ngày 12 tháng 9 năm 1930, cuộc nổi dậy của nông dân Hưng Nguyên đã bị đàn áp bằng máy bay ném bom làm 217 người chết. Cũng trong thời gian này, Nguyễn Phong Sắc trở thành Ủy viên Thường vụ Trung ương Đảng Cộng sản Đông Dương.
Đối phó lại, thực dân Pháp liền ra sức truy lùng những người cầm đầu của các cuộc nổi dậy và đấu tranh này. Tháng 4 năm 1931, Trần Phú bị bắt. Giữa năm 1931, thì toàn bộ Xứ ủy Trung kỳ bị bắt. Ngày 3 tháng 5 năm 1931, Nguyễn Phong Sắc đã bị bắt vì bị chỉ điểm tại Hà Nội. Không lấy được cung, mật thám Hà Nội về Bạch Mai bắt bà Trịnh Thị Cán là vợ của Nguyễn Phong Sắc. Thực dân Pháp tử hình Nguyễn Phong Sắc vào sáng ngày 25 tháng 5 năm 1931.

## Vinh danh
Tên ông được đặt cho:
- Đường Nguyễn Phong Sắc kéo dài từ đường Hoàng Quốc Việt qua đường Xuân Thủy, quận Cầu Giấy, thành phố Hà Nội (gần Học viện Báo chí và Tuyên truyền).
- Đường Nguyễn Phong Sắc, Hưng Dũng, Vinh, Nghệ An
- Đường Nguyễn Phong Sắc, Xuân Phú, Huế, Thừa Thiên Huế
- Đường Nguyễn Phong Sắc, Khuê Trung, Cẩm Lệ, Đà Nẵng
- Đường Nguyễn Phong Sắc, Mỹ Phước, Long Xuyên, An Giang
- Đường Nguyễn Phong Sắc, Quận Cẩm Lệ. Tp. Đà Nẵng
- Đường Nguyễn Phong Sắc, phường Quang Trung, thành phố Quy Nhơn, tỉnh Bình Định[1]
- Đường Nguyễn Phong Sắc, xã Long Sơn, thành phố Vũng Tàu (đường Nguyễn Phong Sắc đầu tuyến giao với đường Trường Sa, điểm cuối tiếp nối với đường dẫn vào khu tái định cư Long Sơn, có tổng chiều dài khoảng 4,25km, bề rộng đường 36 m với 6 làn xe).
- Đường Nguyễn Phong Sắc, thị trấn Củ Chi, huyện Củ Chi, thành phố Hồ Chí Minh.